# Drosanthemum brevifolium
Drosanthemum brevifolium är en isörtsväxtart som först beskrevs av William Aiton, och fick sitt nu gällande namn av Schwant. Drosanthemum brevifolium ingår i släktet Drosanthemum och familjen isörtsväxter. Inga underarter finns listade i Catalogue of Life.